# Calamus muricatus
Calamus muricatus är en enhjärtbladig växtart som beskrevs av Odoardo Beccari. Calamus muricatus ingår i släktet Calamus och familjen Arecaceae. Inga underarter finns listade i Catalogue of Life.